# Tibor Benkő
Dans le nom hongrois Benkő Tibor, le nom de famille précède le prénom, mais cet article utilise l’ordre habituel en français Tibor Benkő, où le prénom précède le nom.
Tibor Benkő, né le 16 octobre 1955 à Nyíregyháza, est un militaire et homme politique hongrois. Il est nommé ministre de la Défense le 18 mai 2018, en remplacement de István Simicskó.